# Terrapene coahuila
A Terrapene coahuila é uma espécie de tartaruga em perigo de extinção da família Emydidae. Ao contrário de outros membros do gênero Terrapene, essa tartaruga passa cerca de 90% do seu tempo na água.
Ela é parente próxima da tartaruga-de-caixa-comum (T. carolina). Os pesquisadores sugeriram, portanto, que ela se desenvolveu a partir de uma espécie não aquática para sobreviver nas nascentes do deserto de Cuatro Ciénegas [en].

## Área de distribuição geográfica
A T. coahuila é endêmica nas proximidades de Cuatro Ciénegas, em Coahuila, México. Em uma área de menos de 800 km², há vários bolsões distintos dessa espécie. Durante a estação chuvosa, as tartarugas T. coahuila podem sair de sua área de origem e viajar pelo deserto.

## Descrição
O corpo da T. coahuila é adaptado para passar longos períodos de tempo na água, e a carapaça é frequentemente coberta por algas. Assim como qualquer outra tartaruga-de-caixa, ela tem um plastrão articulado que pode ser completamente fechado. A pele é escura, geralmente marrom-escura e cinza-escura, mas algumas áreas podem parecer completamente pretas.

## Dieta
A T. coahuila é uma alimentadora oportunista que devora plantas e outros animais. Ela come, por exemplo, larvas de moscas, ninfas de libélulas, besouros, insetos da ordem Hemiptera, aranhas, répteis, peixes, lagostins, cogumelos, e matéria vegetal (como Chara e Eleocharis spp.) na natureza.

## Reprodução
O acasalamento ocorre em águas rasas de setembro a junho, e os ovos são postos de maio a setembro. Os ovos são postos em pequenas ninhadas, geralmente compostas de apenas 2 a 3 ovos por ninhada.